# Завршје (Грожњан)
Завршје (итал. Piemonte d'Istria [пјеˈмонте д'истриа]), насеље у северозападној Истри, у саставу Општине Грожњан, Истарска жупанија (Хрватска).

## Географија
Завршје се налази источно од Грожњана на врху лапорасто-пешчаничког брда у вали отвореној према југу, тј. према долини Мирне. Био је опасан двосруким зидинама од којих се виде остаци. До њега води северни одвојак са пута Понте Портон-Леваде-Истарске Топлице, који се северно од Завршја, код заселка Млини одваја западно до Мартинчића те северно за Маковце и Штерну. Североисточно су Вижинтини Врхи, југоисточно се налазе Антонци и Крајићи, јужно преко Мирне је Вижинада, југозападно је Костањица.
Завршју припадају засеоци: Чиркоти (југозападно), Штролиги (јужно), Монтичел, Млин, Соша, Добриловићи и Вигини (северно). Бyjштинa

## Историја
Завршје је био хистарско-келтски каштељер настањен и у доба антике, о чему сведоче пронађени предримски предмети, као и римске гробнице и натписи. Пронађени су и трагови римског пута за који се претпоствља да је први конзулски пут који је пролазио унутрашњошћу Истре.
Данашње насеље је настало као стари каштел смештен изнад реке Мирне који је дуго био у поседу венетске породице Контарини. Град је био заштићен двоструким бедемима са портама од којих су остала сачувана само јужна, недавно (2008.) рестаурисана. Древно име овог средњовековног градића чува се у италијанском облику Пиемонте. Под њиме је познат још од 1102, када га је истарски маркиз Улрих II. даровао аквилејском патријарху. У документима из 1341. и 1508. спомиње се као Pyamont или Poymont. Немци су га 1427. назвали Пемунд. Завршје је 1300. припадало пазинским грофовима. Затим га заузима Венеција. 1360. Завршје су безуспешно напале тршћанске снаге патријарха Лодовика де' Дела Тореа (Della Torre) и њихова бискупа Негрија, будући да су ови у то доба били у рату са пазинским грофовима. Mесто долази 1374. под aустријску власт и бива претворено у феуд. На његовом је челу сада капетан, има посебну управу, властити урбар и начелника. У то време, крајем XIV. века, започиње полагано досељавање словенских породица на то подручје. Тада су се ту измењивали многобројни власници. 
Након 1412. Завршје је више пута нападала Венеција у ратовима које је водила против Аустријанаца. То је потрајало до 1511, када га је заузела. Припојење је ратификовано тек Bормским миром. Феуд Завршје је 1530. додељен Ђустињану Контаринију (Giustignano Contarini). Његови наследници држали су га до XIX. века. Тада је потпао под Наполеонову власт, а недуго затим под Аустрију. Аустријска власт донела је просперитет овом крају, поготово изградњом ускотрачне железничке пруге "Паренцана".
1943.г. антифашистички покрет захватио је и Завршје, хрватски и италијански антифашисти заједно су се борили против немачког окупатора. до 1945. Завршје је било пољопривредни центар, а након анексије Хрватској долази до великог истарског егзодуса па је тако вечина популације Завршја пребегла у Трст где су и формирали своју Заједницу у егзилy. Од некадашњих деведесет породица сада у самом градићу живи четрдесетак становника

## Знаменитости
- Каштел Завршје или палата Контарини саграђена у XI. веку. У унутрашњости се налази кућица из 1579. са натписом "Hosteria di Valentino Valle"
- Избerгли Пиијeмoнтeжaни 1957. y TpcтyСредњовековне фреске у цркви св. Пеларгије (XIII. - XIV. в.)
- Зидине и улазна врата (Над вратима су древни барељефи и грб породице Контарини, која је овим феудом владала три века)
- Црква Блажене Девице Марије са звоником саграђена је у XVI. веку, а обновљена 1634, при чему су од ранија четири древна олтара остала два. Црква има кружну апсиду и портал зашиљеног лука, са годином 1879, када је последњи пут реконструиcан. Имала је сребрне светиљке и свећњаке из XVIII. века те величанствени пехар сa оцакљеним медаљонима из 1476. који је црква крајем XVIII. в. продала па је завршио у Ротшилдовој кoлeкциji, а данас се налази у паришкоме Лувру.
- црквица св. Рока из 1556. смештена према долини, пре сачуваних градских врата
- Нова парохијална црква св. Ивана и Павла пред северном портом, обновљена 1792. Красе је четири лезене, а апсида је кружног облика. Има пет олтара и богато је украшена
- Траса Паренцане са мостом преко Мирне

## Занимљивости
Завршје је било најужи кандидат за снимање филма о Робину Худу. 27. II. 2020, након три месеца тесне борбе у утрци за најбољу филмску локацију (Лоцатион Аwард) освојило је друго место. На Берлиналу је проглашен победник, канарски оток Хиеро.

## Становништво
На попису становништва 2011. године, Завршје је имало 47 становника. те 18 породичних домаћинстава.
Кретање броја становника 1857-2011.
| Број становника по пописима | Број становника по пописима | Број становника по пописима | Број становника по пописима | Број становника по пописима | Број становника по пописима | Број становника по пописима | Број становника по пописима | Број становника по пописима | Број становника по пописима | Број становника по пописима | Број становника по пописима | Број становника по пописима | Број становника по пописима | Број становника по пописима | Број становника по пописима |
| --------------------------- | --------------------------- | --------------------------- | --------------------------- | --------------------------- | --------------------------- | --------------------------- | --------------------------- | --------------------------- | --------------------------- | --------------------------- | --------------------------- | --------------------------- | --------------------------- | --------------------------- | --------------------------- |
| 1857                        | 1869                        | 1880                        | 1890                        | 1900                        | 1910                        | 1921                        | 1931                        | 1948                        | 1953                        | 1961                        | 1971                        | 1981                        | 1991                        | 2001                        | 2011                        |
| 901                         | 954                         | 530                         | 523                         | 514                         | 566                         | 1.074                       | 1.108                       | 251                         | 148                         | 100                         | 80                          | 73                          | 61                          | 59                          | 47                          |

Напомена: У 1857, 1869, 1921. и 1931. садржи податке за насеље Антонци, као и дио података од 1890. до 1910, а у 1857, 1869, 1921. и 1931. податке за насеља Маковци и Мартинчићи те дио података за насеља Грожњан и Пирелићи (опћина Опртаљ). У 1880. садржи такођер дио података за насеље Мартинчићи. Од 1857. до 1880. те у 1921. и 1931. садржи дио података за насеље Вижинтини Врхи (опћина Опртаљ).

##### Етничка структура
| Италијани | Италијани |  | 45,90% | 45,90% |
| Истријани | Истријани |  | 29,50% | 29,50% |
| Хрвати    | Хрвати    |  | 11,47% | 11,47% |
| Срби      | Срби      |  | 1,63%  | 1,63%  |